# Carlo Chiarizia
Carlo Chiarizia (L'Aquila, 1870 – L'Aquila, 1968) è stato un politico italiano, sindaco dell'Aquila tra il 1945 e il 1948.

## Biografia
Nacque all'Aquila nel 1870 dal sindaco Antonio Chiarizia, esponente di un'importante famiglia nobiliare aquilana. Si laureò in giurisprudenza ed esercitò la professione di avvocato penalista. Massone, membro del Grande Oriente d'Italia, raggiunse il 33º grado del Rito scozzese antico ed accettato.
Di idee radicali e fortemente laiciste, si mise in luce giovanissimo già all'inizio del XX secolo, quando organizzò manifestazioni anticlericali con i concittadini Emidio Lopardi e Berardino Marinucci. Fu dapprima vicino al liberal-pensiero, quindi fu esponente radicale; in seguito, si iscrisse al Partito Comunista Italiano.
Alla liberazione dell'Aquila, avvenuta ad opera del Comitato di Liberazione Nazionale il 13 giugno 1944, in città si tornò a riunire il libero consiglio comunale, che a sua volta nominò sindaco dapprima Luigi Vacca, quindi Federico Fabrocini, entrambi liberali; nel giugno del 1945 la carica di sindaco fu assegnata proprio a Carlo Chiarizia, primo esponente comunista a riceverla.
Chiarizia guidò L'Aquila nel delicato periodo antecedente il referendum istituzionale del 2 giugno 1946 e che in città vide vincere la monarchia con il 53,3% di voti. Alle seguenti elezioni amministrative del 1946, la DC staccò di 10 punti (32,9%) sia il PSI (22,8%) che il PCI (22,3%), con quest'ultimo che però superò ampiamente la media dei voti nazionali. In consiglio comunale decise di dare continuità al mandato precedente e Chiarizia divenne il primo sindaco dell'era repubblica, carica che mantenne sino al 14 maggio 1948. All'interno della sua giunta, si distinse, tra gli altri, Nello Mariani, poi deputato con il PSI dal 1958 al 1976. Chiarizia morì all'Aquila nel 1968, all'età di 98 anni.